# Marekatte
Marekatte (Cercopithecus), eller de egentlige marekatte, er en slægt i familien hundeaber med cirka 25 arter. Marekatte lever i Afrika syd for Sahara. Det er middelstore primater, der sædvanligvis lever i træer. De er altædende, men æder hovedsageligt frugter.

## Udseende
Marekatte har en slank krop, lange baglemmer og små hænder med lang tommelfinger. Pelsens grundfarve varierer mellem gulgrøn, blågrå, rødbrun og sort. Flere arter har artstypisk tegning i ansigtet, eksempelvis med afvigende farve af skæg eller knurhår. Kropslængden ligger mellem 30 og 70 cm og dertil kommer en 50 til 100 cm lang hale. Vægten varierer mellem 1,8 og 12 kg afhængig af arten.

## Navn
Navnet "marekat" kommer sandsynligvis fra sanskrit markaţa (मर्कट), der betyder abe, og anvendes almindeligt inden for de germanske sprog for denne slægt. På tysk og hollandsk er det dog med tiden blevet til henholdsvis Meerkatze og meerkat - altså "en kat [som er kommet] fra/over havet". Da de første hollandske nybyggere slog sig ned i Sydafrika i slutningen af 1600-tallet troede de, at surikater var marekatte og kaldte dem derfor meerkat. Briterne tog siden denne betegnelse til sig, da de begyndte at kolonisere Sydafrika i 1800-tallet, hvilket er grunden til at arten surikat på engelsk hedder meerkat. På hollandsk hedder en surikat dog stokstaartje.

## Udbredelse og levevis
Marekattenes udbredelsesområde ligger i Afrika og strækker sig fra Gambia over det sydlige Sudan til Sydafrika.
Marekatte forekommer i forskellige habitater som regnskov, mangrove samt træbevokset savanne. De undgår områder uden træer og optræder ofte nær floder eller andet vand. Marekatte er typiske trælevende dyr og lever ofte i store grupper. De er gode til at klatre og til at springe mellem træerne, men opholder sig alligevel en del af tiden på jorden. Når de føler sig truede, klatrer de op i træerne. Marekatte er dagaktive, særlig morgen, eftermiddag og aften. Halen kan anvendes som gribeværktøj, men anvendes normalt kun til at holde balancen.

### Social adfærd
Grupperne består sædvanligvis af 10 til 30 individer, men undertiden forekommer større flokke på op til 200 individer. De mindre grupper ledes af en gammel han, som tager vare på flokkens sikkerhed. Ved fare udstøder den et advarselskald, der får alle til at flygte til den nærmeste gruppe træer eller skov. Marekatte kan forsvare sig mod rovfugle, og også andre rovdyr har svært ved at få fat i dem. Normalt forlader hanner flokken, når de bliver kønsmodne og undertiden danner de midlertidige grupper, der kun består af hanner. Hver gruppe har et territorium, men undgår trods dette større stridigheder. En del marekatte danner grupper med mangabeyer eller slankaber (underfamilien Colobinae). Kommunikationen sker med forskellige ansigtsudtryk. Også pelspleje spiller en større rolle i gruppens sociale sammenhold. For at advare hinanden om forskellige farer, har de udviklet særlige advarselsstemmer.

### Føde
Foruden frugt, græsfrø og anden planteføde lever marekatte af fugleæg og fugleunger. De tager også insekter og øgler. Marekatte gemmer ofte den fundne føde i deres kindposer for at æde den senere mere uforstyrret.

### Formering
Forplantningen er ikke bundet til nogen bestemt årstid, men unger fødes oftest i slutningen af en tørtid. Drægtighedsperioden varierer mellem fem og syv måneder og sædvanligvis føder hunnen kun en unge ad gangen, men tvillinger forekommer undertiden. Hunnen giver die i cirka to år og ungen bliver kønsmoden ved 4 til 6 års alderen. Det ældst kendte individ i fangenskab blev 38 år gammel. I naturen er levetiden normalt højst 20 år og sjældent op til 30 år.

### Naturlige fjender
Til marekattenes naturlige fjender hører rovfugle, slanger, bavianer og leoparder, men den største trussel er mennesket.

## Marekatte og mennesker
I visse regioner betragtes marekatte som skadedyr, da de æder frugt og korn fra dyrkede områder. De kan også overføre en del sygdomme som gul feber. På den anden side anvendes de ofte som forsøgsdyr. Marekatte spiller en betydelig rolle for planternes spredning i og med at de taber frugter med frø. Den største trussel mod marekatte er forvandlingen af deres levesteder til agerjord. I en vis udstrækning jages de for kødets skyld. World Conservation Union (IUCN) lister flere arter som truede (endangered) eller sårbare (vulnerable) samt en enkelt som kritisk truet.

## Arter
Ifølge Wilson & Reeder 2005 omfatter slægten 25 arter som er fordelt i otte grupper. I 2012 kom en nyopdaget art til.
- dryas-gruppen
  - Dryasmarekat (C. dryas)
- diana-gruppen
  - Dianamarekat (C. diana)
  - C. roloway
- mitis-gruppen
  - C. albogularis
  - C. doggetti
  - C. kandti
  - Diademmarekat (C. mitis)
  - Hvidnæset marekat (C. nictitans)
- mona-gruppen
  - C. campbelli
  - C. denti
  - C. lowei
  - Nonneabe (C. mona)
  - C. pogonias
  - Wolfs marekat (C. wolfi)
- cephus-gruppen
  - C. ascanius
  - Blålæbet marekat (C. cephus)
  - C. erythrogaster
  - Rødøret marekat (C. erythrotis)
  - Lille hvidnæset marekat (C. petaurista)
  - C. sclateri
- lhoesti-gruppen
  - C. lhoesti
  - C. preussi
  - C. solatus
- hamlyni-gruppen
  - C. hamlyni
  - Lesula (C. lomamiensis)[7]
- neglectus-gruppen
  - Brazzaabe (C. neglectus)